# Ormia ochracea
Ormia ochracea es una especie de mosca pequeña y de color amarillo, parasitoide de algunos grillos. Su oído direccional es excepcionalmente fino. La hembra es atraída por el canto del macho de grillo y deposita sus larvas sobre él o bien a su alrededor, como descubrió en 1975 el zoólogo William H. Cade. Esta especie se encuentra en el sur de Norteamérica, desde Florida hasta California, y ha sido introducida en Hawái.
La mosca utiliza el canto nupcial del macho de grillo para localizarlo. Una vez que la hembra encuentra un hospedador (grillo macho)  deposita una larva que rápidamente perfora el exoesqueleto y se mete dentro del cuerpo del hospedador, de donde sale entre 7 y 10 días más tarde, matando al grillo. Se han observado moscas respondiendo al canto de varias especies de grillos, pero todas de la familia Gryllidae.
La especie Teleogryllus oceanicus muestra una adaptación contra el parasitismo de O. ochraceaha y ha desarrollado alas lisas, sin las estructuras que producen el ruido. Las alas lisas se observaron por primera vez en 2003 en la isla hawaiana de Kauai, y dos años más tarde se encontraron en la vecina Oahu. Estudios genéticos de los grillos de cada isla mostraron que la aparición de las alas silenciosas se debe a una mutación en un único gen localizado en el cromosoma X de los grillos. Este descubrimiento ayuda a explicar cómo pudo esta mutación alcanzar tal frecuencia en menos de 20 generaciones — un abrir y cerrar de ojos en términos evolutivos. Las mutaciones individuales (al contrario de las mutaciones que afectan a varios genes que trabajan juntos) no pueden repararse por recombinación y suelen extenderse rápidamente en la población si suponen una ventaja evolutiva, como ocurre en este caso.

## Oído direccional
Ormia ochracea se ha convertido en un organismo modelo en experimentos de localización del sonido debido a sus «oídos» únicos, los cuales son estructuras complejas en el interior del Protórax junto a la base de sus patas frontales. El animal es demasiado pequeño para que sea posible calcular de forma ordinaria la diferencia de tiempo que existe entre la llegada del sonido entre ambos oídos, lo que permite a la mosca determinar la dirección de la fuente del sonido con exquisita precisión. El tímpano de ambos oídos, opuestos entre sí, están conectados mecánicamente de forma directa, permitiendo la detección de diferencias de tiempo del orden del nanosegundo y que requiere una estrategia de código neuronal.
En 2014, el equipo de Neal Hall, profesor del Departamento de Ingeniería Eléctrica y Computación de la Escuela Cockrell, dependiente de la Universidad de Austin, Texas, desarrolló un dispositivo que imitaba el funcionamiento del oído de este animal. El dispositivo, de dos milímetros de longitud y fabricado en silicio, es sensible a la presión y se basa en una pieza flexible de material piezoeléctrico. Este material permite medir al mismo tiempo la flexión y la rotación de la pieza, amplificando el tiempo de retardo entre la llegada del sonido a cada oído.
En esta misma línea, en abril de 2015 un equipo de la Universidad de Strathclyde y el instituto MRC/CSO para la investigación de la audición (IHR) anunció que habían creado un micrófono basado en el sistema auditivo de Ormia ochracea, y que les había sido concedida una subvención de 430 000 £ por el Engineering and Physical Sciences Research Council del Reino Unido, para construir y probar el invento durante tres años.
Estas investigaciones pueden tener gran utilidad para desarrollar audífonos con mayor precisión, capaces de discriminar los sonidos que se quieren escuchar y amplificar, frente al ruido ambiental. También podría tener aplicaciones militares para la detección de cualquier fuente de sonido sin utilizar señales visuales. De hecho, el trabajo del equipo tejano fue financiado por la Agencia de Proyectos de Investigación Avanzada de Defensa (DARPA).